# Фо (суп)
Фо (МФА: fɤ˧˩˧) — страва в'єтнамської кухні, суп з локшиною, в який при сервіруванні додають яловичину або курятину, іноді шматочки смаженої риби або рибні кульки. У першому випадку страва носить назву фо бо, а в другому — фо га, в третьому — фо ка.
Локшину для супу зазвичай роблять з рисового борошна. Страву прикрашають азійським різновидом базиліка, м'ятою, лаймом та проростками бобів мунг.
У В'єтнамі багато закусочних, що спеціалізуються на супі фо, дуже смачній та дешевій національній страві.